# Ана Марія Герра Мартінс
Ана Марія Герра Мартінс (порт. Ana Maria Guerra Martins, нар. 22 липня 1963 в Лісабоні) — португальська юристка та суддя Європейського суду з прав людини.

## Біографія

### Освіта
Ана Марія Герра Мартінс вивчала право в Лісабонському університеті, де в 1986 році отримала ступінь бакалавра. В 1993 році вона отримала ступінь магістра із права ЄС в тому ж університеті. Із 1997 до 1999 року вона працювала дослідницею в Інституті порівняльного публічного права та міжнародного права імені Макса Планка в Гайдельберзі. У 2000 році вона отримала ступінь доктора в публічному праві.

### Академічна кар'єра
Після повернення до Португалії в 1999 році, вона стала лекторкою з міжнародних прав людини та конституційного права в Лісабонському університеті. В 2004-2005 вона була запрошеною професоркою в Університеті Париж-Південь та в Университеті імені Едуарду Мондлане в Мапуту, Мозамбік. В 2006 році вона повернулась до Лісабонського університету і зайняла посаду старшої лекторки з міжнародних прав людини та конституційного права, а в 2011 році стала повноцінною професоркою і займала цю посаду аж до 2020 року, коли вона стала суддею ЄСПЛ.

### Суддівство
Ана Марія Герра Мартінс стала суддею Конституційного суду Португалії в 2006 році і залишалась нею до 2016 року. В період 2006-2007 виконувала обов'язки Генерального інспектора юстиції Португалії. В в 2019 році її обрали суддею Європейського суду з прав людини від Португалії, на заміну Пауло Пінто де-Альбукерке. Вона вступила на посаду 1 квітня 2020 і стала першою жінкою-суддею ЄСПЛ від Португалії.